# Bill Morris, Baron Morris of Handsworth

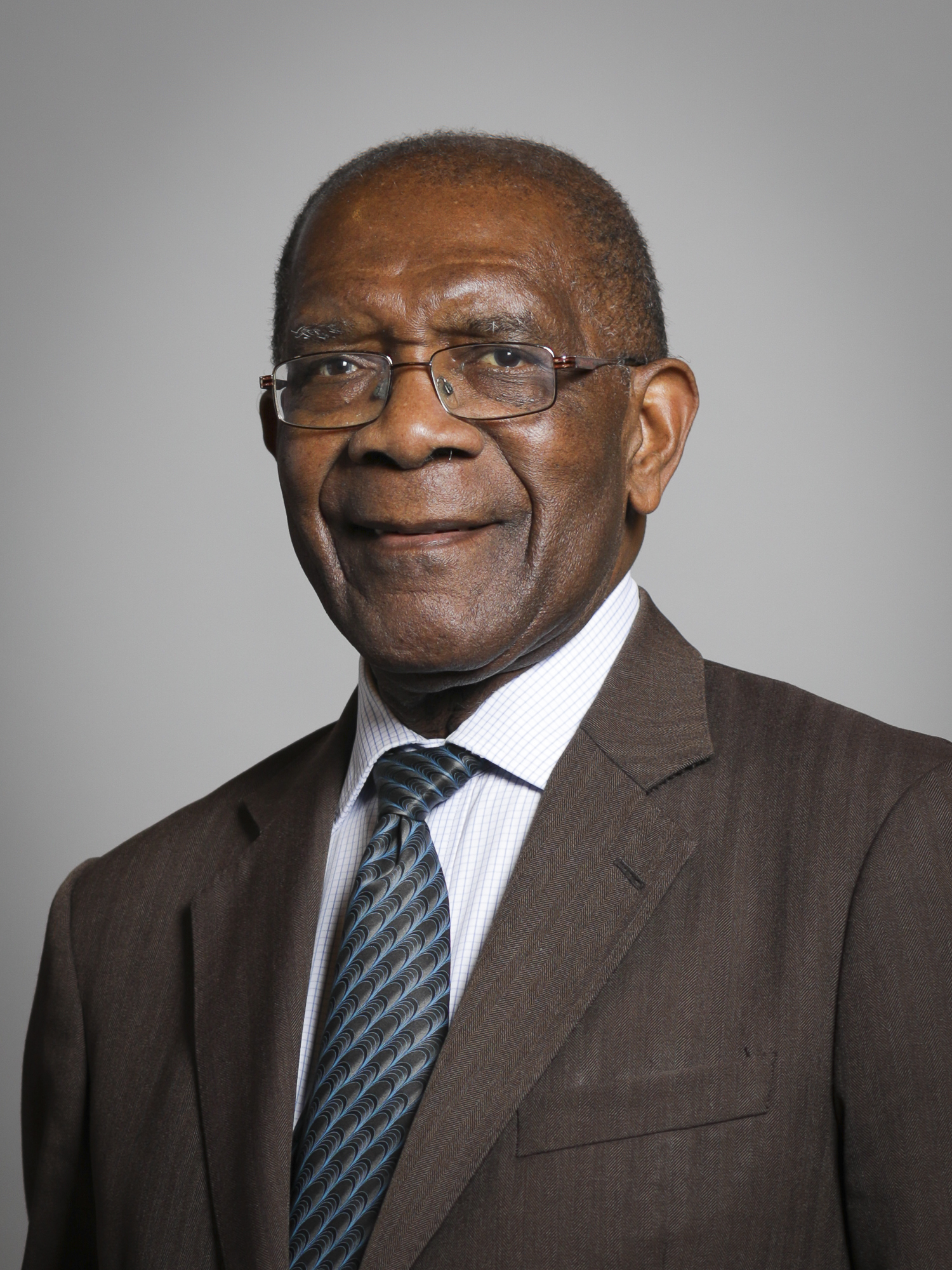
Bill Morris, Baron Morris of Handsworth

William „Bill“ Manuel Morris, Baron Morris of Handsworth Kt OJ DL (* 19. Oktober 1938 in Manchester Parish, Jamaika) ist ein aus Jamaika stammender britischer Gewerkschaftsfunktionär und Politiker der Labour Party, der seit 2006 als Life Peer Mitglied des House of Lords ist.

## Leben

### Aufstieg zum Generalsekretär der TGWU
Morris wanderte 1954 aus Jamaika nach Großbritannien ein und begann seine berufliche Laufbahn 1955 bei Hardy Spicers. 1958 wurde er Mitglied der Gewerkschaft Transport and General Workers’ Union (TGWU) und arbeitete seit 1963 als Kaufhausangestellter. Nachdem er von 1971 bis 1972 Mitglied des Hauptexekutivrates der TGWU war, begann er 1973 seine hauptberufliche Tätigkeit als Gewerkschaftsfunktionär bei der TGWU und war zunächst zwischen 1973 und 1973 als Bezirksorganisator in Nottingham und Derby. Anschließend war er bis 1979 Bezirkssekretär für Nottingham und dann von 1979 bis 1986 Nationalsekretär für den Personenverkehr, Dienstleistungen und Handel.
Daneben war er von 1977 bis 1987 Mitglied der Kommission für die Rassengleichheit. Nachdem er zwischen 1981 und 1986 Mitglied des Hauptbeirates der unabhängigen Rundfunkbehörde IBA (Independent Broadcasting Authority) war, fungierte Morris von 1987 bis 1988 als Mitglied des Hauptbeirates der British Broadcasting Corporation (BBC).
1986 folgte er Alec Kitson als stellvertretender Generalsekretär der TGWU und bekleidete diese Funktion bis zu seiner Ablösung durch Jack Adams 1991. Anschließend wurde er 1991 Nachfolger von Ron Todd als Generalsekretär der TGWU und behielt dieses Amt zwölf Jahre bis zu seiner Ablösung durch Tony Woodley im Jahr 2003. Er war damit der erste Farbige als Vorsitzender einer Gewerkschaft in Großbritannien.
Des Weiteren fungierte er zwischen 1987 und 1999 als Mitglied des Prince of Wales Youth Business Trust.

### Präsident des TUC und sonstiges Engagement
Während dieser Zeit war er zugleich zwischen 1986 und 2003 Mitglied des Exekutivvorstandes der Internationalen Transportarbeiter-Föderation sowie von 1988 bis 2003 Mitglied des Generalrates und Exekutivkomitees des Trades Union Congress (TUC), dem Dachverband der britischen Gewerkschaften und außerdem von 1997 bis 2003 Mitglied des Rates des Advisory, Conciliation and Arbitration Service (Acas).
Daneben war Morris zwischen 1988 und 2009 Mitglied des Beschäftigungsberufungsgerichts (Employment Appeals Tribunal) und zwischen 1990 und 1992 Mitglied des Europäischen Wirtschafts- und Sozialausschusses sowie von 1998 bis 2006 Mitglied des Aufsichtsrates der Bank of England.
Nach dem Wahlsieg der Labour Party bei den Unterhauswahlen am 1. Mai 1997 wurde er Mitglied der Arbeitsgruppe für die New-Deal-Politik der neuen Regierung von Premierminister Tony Blair und gehörte 1999 auch der Königlichen Kommission für die Reform des House of Lords an. Ferner war er zwischen 1999 und 2005 Mitglied der Kommission für integrierten Verkehr.
Zwischen 2000 und 2001 war Morris Nachfolger von Rita Donaghy als Präsident des TUC und übergab dieses Amt dann an Tony Young, einem Gewerkschaftsfunktionär der Kommunikationsarbeitergewerkschaft CWU (Communication Workers Union).

### Hochschulkanzler und Oberhausmitglied
Weiterhin war Morris, der 2003 als Knight Bachelor geadelt wurde und fortan den Namenszusatz „Sir“ führte, zwischen 2000 und 2010 Kanzler der University of Technology, Jamaica (UTech) und fungierte außerdem von 2001 und 2005 als Mitglied des Registrierungsgremiums für Architekten (Architects Registration Board).
Durch ein Letters Patent vom 7. Juni 2006 wurde Morris, der von 2004 bis 2011 Kanzler der Staffordshire University war und außerdem seit 2005 Mitglied des Runden Tisches für Fusionen und Übernahmen ist, als Baron Morris of Handsworth, of Handsworth in the County of West Midlands, zum Life Peer erhoben. Kurz darauf erfolgte am 13. Juni 2006 seine Einführung (Introduction) als Mitglied des House of Lords. Im Oberhaus gehört er zur Fraktion der Labour Party.
Lord Morris ist außerdem seit 2004 Mitglied des Verwaltungsrates des England and Wales Cricket Board (ECB) sowie seit 2007 Vorsitzender der Wohnungsgesellschaft Midland Heart Housing Association und war von 2007 bis 2012 auch Vize-Vorsitzender von Jamaica National Money Services. Seit 2008 ist er ferner Trustee von Performances Birmingham Ltd sowie Deputy Lieutenant von Staffordshire.

## Ehrungen
Während seiner Laufbahn als Gewerkschafter und Politiker wurde Morris mehrfach ausgezeichnet und erhielt Ehrendoktorwürden von der London South Bank University, The Open University, Leeds Metropolitan University, University of Westminster, University of Greenwich, Teesside University, Thames Valley University, University College of Northampton, Staffordshire University, Middlesex University, University of Warwick, University of Birmingham, University of Luton, University of Technology, Jamaica, University of Nottingham sowie von der University of Hull.
Morris, der zudem Fellow der Royal Society of Arts sowie des City and Guilds of London Institute ist, wurde 2002 mit dem Order of Jamaica ausgezeichnet.